# Droit fiscal

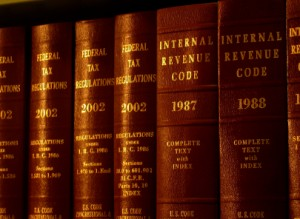
L'Internal Revenue Code est la principale base légale de la législation fiscale fédérale aux États-Unis. Le Code des réglementations fédérales (Code of Federal Regulations) est l'interprétation réglementaire par le département du Trésor des lois fiscales fédérales adoptées par le Congrès, qui ont force de loi si l'interprétation est raisonnable. Les conventions fiscales et la jurisprudence de la Cour fiscale des États-Unis et d'autres tribunaux fédéraux constituent le reste du droit fiscal des États-Unis.

Le droit fiscal peut être défini comme la branche du droit recouvrant l'ensemble des règles de droit relatives aux impôts. Elle désigne aussi la participation des sujets de droit (personnes physiques, personnes morales) à l'organisation financière de l'État et à l'expression de sa politique économique et sociale.
On pourrait laisser penser, de prime abord, que le droit fiscal est une matière unitaire : l’ensemble des dispositions fiscales forme un corps unique, un corpus juris fiscalis constitué de divers éléments formant entre eux un ensemble unique. La réalité est très différente et, si on se penche sur les dispositions fiscales aujourd’hui en vigueur, on remarque que le droit fiscal est composé de diverses branches qui peuvent être regroupées en deux grands ensembles.

## Histoire
L'histoire de la fiscalité est relativement facile à explorer, compte tenu des nombreuses sources écrites laissées par les souverains, puis par les assemblées législatives chargés de définir le montant de l'impôt. Le pays qui a le plus vite innové en développant une fiscalité moderne est l'Angleterre, par des impôts proportionnels à la valeur de la terre et d'importants impôts indirects sur le commerce colonial. En France, la loi fiscale de 1917 a donné un nouveau souffle à l'investissement dans les années 1920 par la création de l'amortissement comptable, permettant aux entreprises de déduire chaque année de leurs bénéfices une fraction de leurs investissements.

## Droit fiscal général
Le droit fiscal général contient toutes les règles gouvernant l’imposition de l’activité économique des particuliers et des entreprises, cette activité économique étant cependant envisagée dans ses diverses manifestations (activités industrielles et commerciales, activités non commerciales, activités agricoles, activités immobilières, activités boursières).
On admet traditionnellement que le droit fiscal général est constitué de diverses branches, à savoir :
- la fiscalité des personnes, qui concerne l'imposition des particuliers à l'impôt sur le revenu ;
- la fiscalité des affaires, qui englobe la fiscalité des entreprises ainsi que les règles fiscales applicables aux activités commerciales, comme la taxe sur la valeur ajoutée, par exemple ;
- la fiscalité immobilière, qui concerne l'imposition des transactions immobilières (ventes d'immeubles) ;
- la fiscalité patrimoniale, qui concerne l'imposition de la détention et de la transmission d'un patrimoine (successions, donations, impôt de solidarité sur la fortune) ;
- les procédures fiscales, dont les règles régissent les relations contentieuses entre l'administration fiscale et les particuliers ou les entreprises/sociétés.

Ces distinctions se retrouvent tout particulièrement en droit fiscal français.

## Fiscalité personnelle et nationalité
Il existe deux grands régimes de taxation personnelle : la taxation en fonction de la résidence et la taxation d'après la nationalité.

### Taxation selon la résidence
La quasi-totalité des pays opte pour ce principe. Dans le pays de résidence, tous les revenus - quelle que soit leur source et quelle que soit la nationalité de la personne - sont réputés taxables.
Les non-résidents étant pour leur part taxés à hauteur de ce qu'ils gagnent dans le pays concerné.

### Taxation selon la nationalité
Les États-Unis ont opté pour ce second régime. Depuis le début du XIXe siècle, leurs nationaux sont taxés pour l'ensemble de leurs revenus mondiaux, quel que soit son lieu de résidence, y compris à l'étranger. Ce paiement donne lieu à crédit d'impôt : tout citoyen américain qui reçoit un revenu d'un autre pays ou qui y perçoit un revenu en tant que résident - et qui y paie logiquement des impôts en fonction de ce revenu - bénéficie aux États-Unis d'une remise d'impôt égale à l'impôt payé dans l'autre pays.

## Branches parallèles
Les branches parallèles au droit fiscal général constituent autant de sciences dérivées auxiliaires au droit fiscal général. Participent de telles branches :
- la parafiscalité, qui est l’ensemble des taxes et des redevances obligatoires qui sont perçues au profit des personnes publiques ou privées autres que l’État, les collectivités locales ou les établissements publics habilités à percevoir des impôts.
- le droit pénal fiscal, qui peut se définir comme l’ensemble des infractions portant atteinte aux finances publiques et les sanctions pénales qui leur sont applicables[1] ;
- la fiscalité internationale, qui peut être définie comme l’ensemble des règles qui gouvernent l’imposition des personnes et des biens, tant à l’occasion de la perception d’un revenu que de la transmission d’un patrimoine, dès lors que l’opération de perception de ce revenu ou de transmission de ce patrimoine subit l’intervention d’un élément d’extranéité. Son champ d’application est donc particulièrement vaste, dans la mesure où il regroupe non seulement les règles régissant l’imposition de la perception d’un revenu, et ce quelle que soit la nature de ce revenu (salaires, revenus mobiliers, bénéfices industriels et commerciaux, plus-value…) ou le mode de perception dudit revenu (activité professionnelle, détention de titres et valeurs mobilières, cession d’un bien…), mais encore les principes gouvernant l’imposition des mutations patrimoniales, étant cependant précisé que ces principes sont limités aux droits de mutation à titre gratuit, à l’exclusion des droits de mutation à titre onéreux.
- l'écofiscalité désigne globalement les dispositifs de type écotaxes, ou qui par des systèmes de déduction ou de primes visent à protéger le patrimoine naturel, par exemple en payant des droits de succession par un don de terrain à l'État, ou par des exonérations ou déduction d'impôts fonciers sur des sites Natura 2000 en Europe. Une fiscalité particulière semble se dessiner autour du thème du carbone dans le cadre de la lutte contre le changement climatique.

## Par pays

### Belgique
Le droit fiscal belge se subdivise en différentes catégories
- TVA (Belgique), ou Taxe sur la Valeur Ajoutée
- IPP (Belgique) ou Impôt des Personnes Physiques
- Isoc (Belgique) ou Impôt des sociétés
- Droits de succession (Belgique)
- Droits d'enregistrement (Belgique)

### Canada
Les lois fiscales comportent dans les modalités comme en droits substantifs des mesures ayant pour objet d’orienter un contribuable vers un certain comportement. Ces mesures appelées préférences fiscales visent à réaliser des objectifs gouvernementaux en consacrant des ressources du Trésor par manque à gagner plutôt que par une dépense de programme. Ainsi, l’État consacre des avantages financiers pour récompenser une conduite déterminée en accordant une réduction des obligations fiscales plutôt qu’en consacrant des sommes affectées au budget de l’État une fois tous les impôts collectés sur une base égalitaire. À cet égard, nous verrons les objectifs sociaux économiques des lois fiscales, l’extraterritorialité, le partage des compétences et enfin les autres aspects des lois fiscales. Sources

### France
Au sein de la summa divisio traditionnelle du droit, le droit fiscal appartient donc au droit public : l’État dispose en effet du pouvoir d’édicter les règles relatives à la nature et au recouvrement des divers impôts, même si la décentralisation a conduit les collectivités locales à se voir reconnaître un certain pouvoir en matière d’établissement du taux des impositions qui leur sont attribuées. Le droit fiscal est, au moins étymologiquement, le droit de l’impôt, le droit qui se rapporte à l’impôt, à la fiscalité.
Il a pour objet les recettes de l'État (l'impôt, la taxe, la redevance, etc.) alors que le droit budgétaire concerne les dépenses de l'État.

### Union européenne
La numérisation ouvre la porte de nouveaux enjeux et de nouvelles opportunités, dont notamment l'échange de données transactionnelles ou de fichiers de données normés portant sur l'ensemble de la comptabilité ou des opérations réalisées par l'entreprise.

### Maroc
La fiscalité au Maroc est régie par le Code général des impôts. Ce texte regroupe l'ensemble des impôts et taxes qui s'imposent dans le pays. Par ailleurs, certaines taxes locales dépendent de la loi 47-06 sur la fiscalité locale.